# Amazonepeira beno
Amazonepeira beno är en spindelart som beskrevs av Levi 1994. Amazonepeira beno ingår i släktet Amazonepeira och familjen hjulspindlar. Inga underarter finns listade i Catalogue of Life.